# Hilmar Wulff
Hilmar Emil Wulff (* 5. März 1908 in Randers; † 21. Dezember 1984) war ein dänischer Schriftsteller.

## Leben
Wulff war der Sohn des Fischers Hans Clausen Christensen Wulff (1874–1964) und Maren Sofie Sørensen (1878–1922). Er wuchs in Nakskov auf und beendete die Volksschule ohne Abschluss. Er arbeitete daraufhin in unterschiedlichen Berufen in Fabriken und in der Landwirtschaft. Wulff war zudem Matrose und streifte in den 1930ern durch Europa. Während des Zweiten Weltkriegs war er im dänischen Widerstand aktiv, was ihn 1943 zur Flucht nach Schweden zwang. Nach dem Krieg kehrte er nach Dänemark zurück und arbeitete daraufhin freiberuflich für das dänische Radio.
Wulff veröffentlichte im Jahre 1939 seine ersten Gedichte in der Zeitschrift Sund Sans, sein erstes Buch war 1942 der Roman Som vejret i april. Seinen Durchbruch erlebte Hilmar Wulff mit der Romantrilogie Vejen til Livet (1947), Livets Brød (1948) und Forjættelsens Dag (1949), in der er die Willkür gegenüber polnischen Landarbeitern in Nakskov schilderte.
Hilmar Wulff war von 1968 bis 1971 Vorsitzender der dänischen Schriftstellervereinigung, ab 1974 dort Ehrenmitglied.

## Werke
- Som vejret i april (1942)
- Saadan noget sker faktisk (1943)
- Arbejdets Sang (1945)
- Vejen til Livet (1947) (dt. Im gelobten Land, 1962)
- Brevet (1948)
- Livets Brød (1948)
- Forjættelsens Dag (1949)
- Ondt vejr (1950) (dt. Sturmflut über Lolland, 1952)
- Katinka (1951)
- Solvagabonden (1953)
- Jaegerdrengene (1953) (dt. Die jungen Jäger, 1953)
- Bjørneæderne og frikadellegnaskerne (1954) (dt. Präriewölfe und Schwarzfüße, 1955)
- Lykkens blå forel (1954) (dt. Die blaue Glücksforelle. Ein China-Roman, 1957. Mit Illustrationen von Gerhard Goßmann)
- Kuan Yin’s klokke (1955)
- I kamp for frihed (1957) (dt. Das Haus im Walde, 1960)
- Men først brød (1958)
- Jægerøens Hemmelighed (1958) (dt. Das Geheimnis der Jägerinsel)
- Færgemandens hus (1962)
- Djævlegrunden (1963) (dt. Der Teufelsgrund)
- Vorherres tørre fingrer (1964)
- Pramdragerne på Gudenåen (1965)

| Personendaten    | Personendaten                           |
| ---------------- | --------------------------------------- |
| NAME             | Wulff, Hilmar                           |
| ALTERNATIVNAMEN  | Wulff, Hilmar Emil (vollständiger Name) |
| KURZBESCHREIBUNG | dänischer Schriftsteller                |
| GEBURTSDATUM     | 5. März 1908                            |
| GEBURTSORT       | Randers                                 |
| STERBEDATUM      | 21. Dezember 1984                       |